# الداعية (مسلسل)
الداعية، مسلسل تلفزيوني مصري عرض في رمضان 1434هـ/2013م.

## قصة المسلسل
تدور أحداث المسلسل عن الداعية الإسلامي (هاني سلامة) الذي يعمل بإحدى القنوات الفضائية الدينية، يتعرف على عازفة الكمان (بسمة التي تتعلق بحبه ويبادلها نفس الشعور ولكن التزامه الديني يقف حائلا بينه وبينها.
ويرصد المسلسل كيف يمكن لداعية ديني أن يؤمن بالفن الراقي وتأثيره ودوره في حياتنا من خلال قصه حب تجمعه بعازفه كمان بأوركسترا القاهرة السيمفوني.

## بطولة
- هاني سلامة
- بسمة
- ريهام عبد الغفور
- أحمد فهمي
- صفاء الطوخي
- أحمد راتب
- طارق التلمساني
- ياسر علي ماهر
- أيمن قنديل
- رحمة حسن
- هشام المليجي
- هبة عبد الغني
- سامي العدل (ضيف شرف)
- علياء عساف
- محمد الشرنوبى
- علياء الحسيني